# Husajn al-Chalidi
Husajn al-Chalidi, arab. ‏حسين الخالدي‎ (ur. 1895 w Jerozolimie, zm. 6 lutego 1962 w Ammanie) – jordański polityk, premier Jordanii w kwietniu 1957.

## Życiorys
Pochodził z zamożnej rodziny palestyńskiej. Ukończył studia medyczne na Uniwersytecie Amerykańskim w Bejrucie w 1915. W roku uzyskania dyplomu zaciągnął się do armii tureckiej i został ciężko ranny, po czym zdezerterował, by dołączyć do wojsk emira Fajsala. Walczył w powstaniu arabskim i w zdobyciu Damaszku w 1918. Po upadku Wielkiej Syrii rządzonej przez Fajsala przeniósł się do brytyjskiego Mandatu Palestyny i tam został zatrudniony w rządowym departamencie zdrowia. W 1934 zrezygnował z posady, by móc wystartować w wyborach samorządowych i uzyskał mandat radnego Jerozolimy, zaś w 1935 został burmistrzem miasta. Na urzędzie tym pozostał przez dwa lata. W 1937 władze brytyjskie usunęły go ze stanowiska i deportowały na Seszele za działalność w Wysokim Komitecie Arabskim. Po roku Husajn al-Chalidi uzyskał prawo wyjazdu z Seszelów. Osiadł w Bejrucie, gdzie pozostawał do 1943. Nadal aktywny w ruchu panarabskim, w 1948 wyjechał na Zachodni Brzeg Jordanu, który po wojnie izraelsko-arabskiej znalazł się w granicach Jordanii; uzyskał obywatelstwo tegoż kraju.
Król Jordanii Abd Allah mianował go senatorem, zaś w 1953 - ministrem spraw zagranicznych, z ministerstwa odszedł jednak już po roku. Następnie pełnił urząd ministra zdrowia i spraw społecznych Jordanii, zaś od 1955 do 1956 ponownie był ministrem spraw zagranicznych. W kwietniu 1957 był krótko premierem Jordanii. Król Husajn mianował go na to stanowisko po dymisji lewicowego, pronaserowskiego rząd Sulajmana an-Nabulusiego, masowych demonstracjach zwolenników naseryzmu i panarabizmu, rozruchach w wojsku zakończonych ucieczką głównodowodzącego gen. Alego al-Hajjariego, zwolennika panarabizmu. W rządzie al-Chalidiego an-Nabulusi został ministrem spraw zagranicznych, co wskazywało, że Husajn nie był jeszcze przekonany o przyszłym kursie polityki zagranicznej. Ostatecznie jednak postanowił opowiedzieć się po stronie Stanów Zjednoczonych, zacieśnić relacje z Irakiem i poprawić stosunki z Arabią Saudyjską. 25 kwietnia 1957 al-Chalidi został zdymisjonowany i zastąpiony przez Ibrahima Haszima.
Po dymisji al-Chalidi pozostał aktywny w jordańskiej polityce, nigdy jednak nie został już nominowany na stanowisko ministerialne. Zmarł w 1962 wskutek komplikacji po chorobie wrzodowej żołądka.